# Abierto de Australia 1973
Lista de los campeones del Abierto de Australia de 1973:

## Individual masculino
John Newcombe (AUS) d. Onny Parun (Nueva Zelanda), 6–3, 6–7, 7–5, 6–1

## Individual femenino
Margaret Court (AUS) d. Evonne Goolagong Cawley (AUS), 6–4, 7–5

## Dobles masculino
John Newcombe/Malcolm Anderson (AUS)

## Dobles femenino
Margaret Court (AUS)/Virginia Wade (GBR)
| Predecesor: 1972                           | Abierto de Australia 1973 | Sucesor: 1974                         |
| Predecesor: Abierto de Estados Unidos 1972 | Grand Slam 1973           | Sucesor: Torneo de Roland Garros 1973 |

- Datos: Q384281